# Ла-Шо-де-Фон
Ла-Шо-де-Фон (фр. La Chaux-de-Fonds) — город и община в Швейцарии, который наряду с Билем является крупнейшим производителем швейцарских часов. Вместе с соседним Ле-Локлем он входит в число памятников Всемирного наследия как выдающийся пример «города-фабрики» эпохи промышленной революции, специализировавшегося на определённой индустрии — в данном случае это производство часов.

## География
Город Ла-Шо-де-Фон расположен в западной Швейцарии, на северо-западе кантона Невшатель, невдалеке от границы с Францией и является центром одноимённого округа. Ла-Шо-де-Фон считается третьим по величине городом Романдии (после Женевы и Лозанны) и самым крупным городом Верхней Юры. Город лежит на высоте 992 метра над уровнем моря и, таким образом, это один из самых высоко расположенных городов Европы. Площадь города составляет 55,66 км².

## Население
Численность населения города — 37 433 человека (на 1.01. 2009 года). Среди жителей Ла-Шо-де-Фона 85,5 % составляют франко-швейцарцы, 3,6 % — итало-швейцарцы, 3,2 % — португальцы, 2,4 % — германо-швейцарцы. 53 % работающего населения заняты в сфере обслуживания, 45 % — в промышленности (в первую очередь в часовой промышленности), 2 % — в сельском хозяйстве.

## История
Ла-Шо-де-Фон впервые письменно упоминается в 1350 году как La Chaz de Fonz. Ещё в XVI столетии он выглядит незначительным поселением с дюжиной деревянных хижин. Интенсивное развитие Ла-Шо-де-Фона началось после окончания Тридцатилетней войны во 2-й половине XVII века. Производство часов зарождается здесь в начале XVIII века и к концу того же столетия Ла-Шо-де-Фон превращается в индустриальный центр. В 1794 году 3/4 города были уничтожены пожаром, после чего он был перепланирован в соответствии с нуждами часовщиков. До 1806 года Ла-Шо-де-Фон входит в княжество Невшатель, связанное с 1707 года личной унией с Пруссией. Затем, в 1806—1815 годах в составе Франции. После Венского конгресса — в составе Швейцарской конфедерации, при этом Пруссия сохраняла номинальные права сюзерена до середины XIX века.

## Культура
В городе расположен Международный музей часового дела.

## Уроженцы и жители
В Ла-Шо-де-Фоне родились:
- Ле Корбюзье — архитектор-модернист, построил здесь свои первые здания — в частности, дом для своих родителей — Белую виллу (1912, с 2005 музей), виллу Швоб, кинотеатр.
- Луи Шевроле — автоконструктор и автогонщик, создатель марки Chevrolet
- Пьер-Жак Дроз — математик и механик, конструктор часов и кукол-автоматов
- Блез Сандрар — поэт, писатель и эссеист

Во время своей швейцарской эмиграции в Ла-Шо-де-Фоне подолгу жили В. И. Ленин и П. А. Кропоткин.
В 1848 году в Ла-Шо-де-Фоне была образована часовая фирма Omega.
В 1860 году была основана часовая фирма Heuer, в 1985 году переименованная в TAG Heuer.
В 1895 году была основана компания Rotary Watches
В 1992 году основана часовая фирма Bell & Ross.

## Археология
В Бишонском гроте (Grotte du Bichon) были обнаружены останки палеолитического охотника на медведей, у которого были определены Y-хромосомная гаплогруппа I2a и митохондриальная гаплогруппа U5b1h.